# Di-hidroergocristina
A di-hidroergocristina é um fármaco sintético vasodilatador cerebral. É derivado do esporão do centeio.